# Cama de perdiu
La cama de perdiu o pota de perdiu (Chroogomphus rutilus) és un bolet del grup de les pampes, té la superfície del barret viscosa o glutinosa (com la d’un molleric), les làmines decurrents i de fosques a negres en la maduresa, la cama allargada i de groguenca a ataronjada. Sempre creixen vora coníferes; probablement parasiten el miceli de mollerics o fetjons micorrízics.

## Morfologia
Barret de 20-90 mm, cònic quan és jove, després convex a gairebé pla en madurar, de vegades umbonat; superfície una mica viscosa, fibril·losa, de bru vermellós pàl·lid a bru groguenc, marge involut.
Làmines de decurrents a adnades, de denses a molt denses.
Cama de fins a 15 cm de longitud i 3 cm de diàmetre, cilíndric, sovint atenuada cap al peu, de color vermellós pàl·lid a groc pàl·lid, de vegades amb una tonalitat rosada, de color groc més profund cap al peu; miceli basal blanc.
Carn de color crem al barret, de vermellós a vinaci a la cama; tast i olor no distintives.

## Hàbitat
Comú; des de mitjan estiu fins a final de tardor; en tota mena de sòls, però més abundant sobre sòls calcaris; des de l’estatge subalpí fins a la muntanya mediterrània, més rar a la terra baixa i el litoral on acostuma a predominar el bitxac; exclusiu de boscos de coníferes o mixtes; només vora tota mena de pins, també pícees, també en jardins, parcs i altres espais urbans.

## Comentaris
D'aspecte molt similar al bitxac (Chroogomphus mediteraaneus), només l'anàlisis microscòpica permet una diferenciació segura.
En àrees de muntanya es pot confondre amb la cama de perdiu helvética (Chroogomphus helveticus), però aquesta darrera té la superfície del barret de cotonosa a vellutada i les làmines i la carn de color diferent.

## Gastronomia
Comestible; llepissós i morat un cop cuinat, interessant en barreges de bolets.